# Jüdischer Friedhof (Stockum)

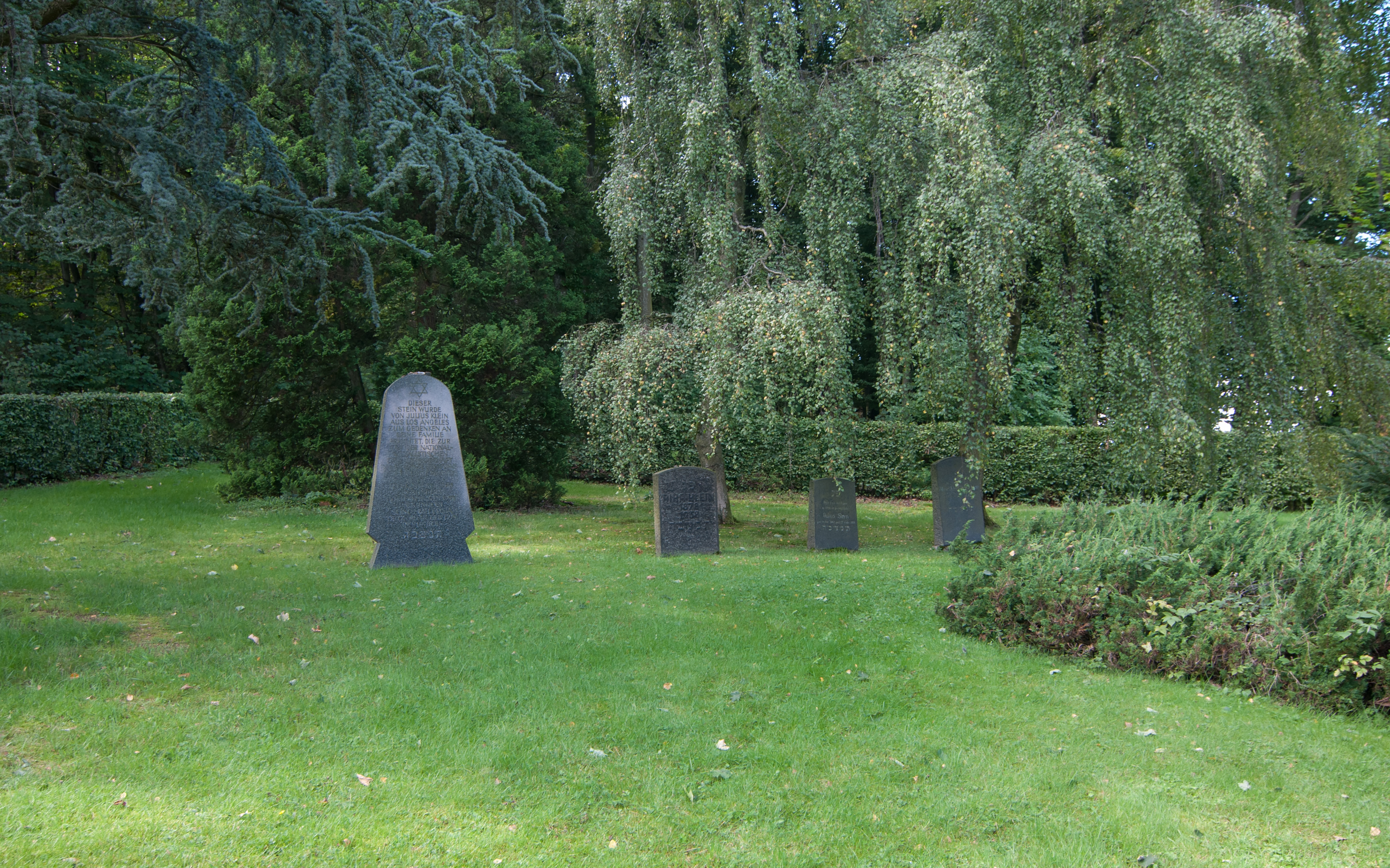
Der jüdische Friedhof in Stockum (2015)

Der Jüdische Friedhof Stockum befindet sich im Ortsteil Stockum der Stadt Sundern im Hochsauerlandkreis in Nordrhein-Westfalen.
Der jüdische Friedhof, der vermutlich vom 19. Jahrhundert bis zum Jahr 1938 belegt wurde,  liegt Am Wenne, südlich der Ortschaft Stockum, unweit des christlichen Friedhofs. Dort befinden sich sechs Grabsteine. Die Ersterwähnung des Friedhofs erfolgte im Jahr 1847.